# 枝川古墳群
枝川古墳群（えだがわこふんぐん）は、高知県吾川郡いの町枝川にある古墳群。3基がいの町指定史跡に指定され、1号墳出土品がいの町指定有形文化財に指定されている。

## 概要
高知県中部、宇治川北岸の琴平山南斜面に築造された古墳群である。古墳3基から構成され、東から1・2・3号墳が所在する。それぞれ1966年（昭和41年）・1972年（昭和47年）・1981年（昭和56年）に発掘調査が実施されている。
3基はいずれも埋葬施設を横穴式石室とする。石室の石材はいずれも珪質砂岩である。1号墳では副葬品として須恵器等16点が出土しているが、2・3号墳は後世の盗掘で多くが失われており遺物数点のみが検出されている。副葬品に馬具が見られないことから、被葬者は階層的に馬を持ち得なかったと推測される。古墳群の築造時期は古墳時代後期-終末期の6世紀末-7世紀前半頃と推定される。高知県内では、東の物部川水系の香長平野において数多くの後期古墳の築造が知られるが、西の仁淀川水系では古墳の数は少なく年代も後出する。その仁淀川水系において小規模ながら3基の古墳で古墳群を形成する点で貴重な遺跡であり、被葬者は宇治川流域の集落の首長と想定される。
1・2・3号墳の古墳域はそれぞれ1966年（昭和41年）・1973年（昭和48年）・1982年（昭和57年）に旧伊野町指定史跡（現在はいの町指定史跡）に指定され、1号墳出土品は1966年（昭和41年）に旧伊野町指定有形文化財（現在はいの町指定有形文化財）に指定されている。

## 一覧

### 1号墳
1号墳は、いの町枝川石ヶ崎にある古墳。形状は円墳。1966年（昭和41年）に発掘調査が実施されている。
墳丘は3基のうち最も良好に遺存し、直径10メートル程度を測る。埋葬施設は両袖式の横穴式石室で、南東方向に開口する。石室の規模は次の通り。
- 玄室：長さ3.21メートル、幅1.2メートル（奥壁）・1.48メートル（玄門部）、高さ1.6メートル（奥壁）・1.35メートル（玄門部）
- 羨道：現存長さ1.2メートル、幅1メートル

石室の石材としては珪質砂岩の割石が使用される。奥壁は4段積みで、側壁は基本的に5段積み（一部4段積み）。玄室天井石は2枚、羨道天井石は欠失（2枚か）。玄室床面には硅岩の平石を敷く。石室内からは人骨の一部のほか、玉類（丸玉6・曲玉1）・耳飾（銀碧環1）・武具（鉄刀子2・茎・鞘破片）・須恵器2が出土している。
築造時期は古墳時代終末期の7世紀前半頃と推定される。

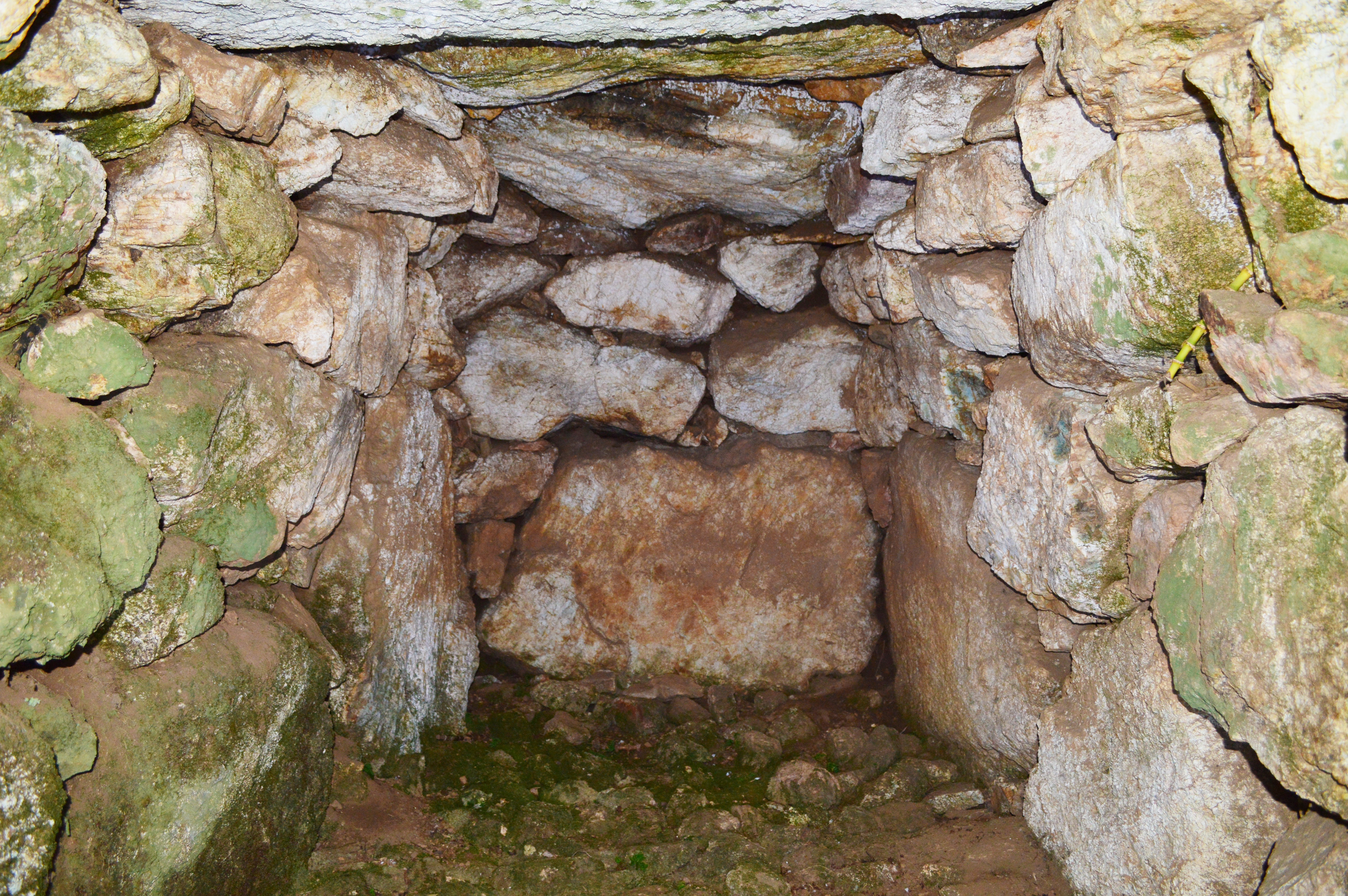
玄室（奥壁方向）
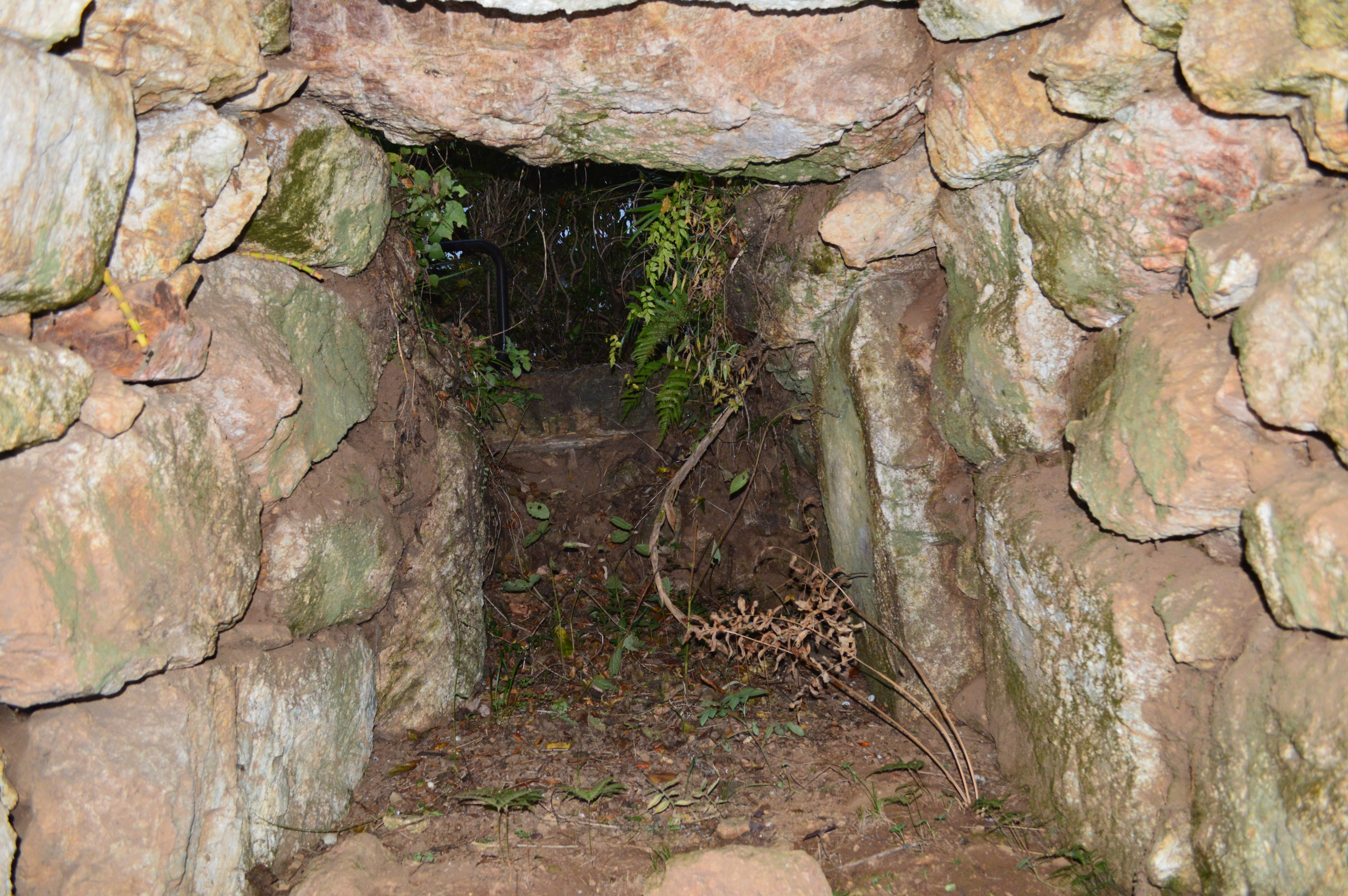
玄室（開口部方向）

### 2号墳
2号墳は、いの町枝川にある古墳。1972年（昭和47年）に発掘調査が実施されている。
墳丘は失われているため、元々の墳形は明らかでない。埋葬施設は両袖式の横穴式石室で、南西方向に開口する。石室の規模は次の通り。
- 玄室：長さ3.30メートル、幅1.75-2.00メートル、高さ1.70-1.95メートル
- 羨道：長さ2.80メートル、幅1.30メートル、高さ1.20-1.30メートル

石室の石材としては珪質砂岩が使用される。側壁は4段積み。天井石は5枚。石室内は盗掘に遭っており、出土品としては鉄鏃1・須恵器5（蓋2・坏2・高坏口縁部1）のみが検出されている。
築造時期は古墳時代後期-終末期の6世紀末-7世紀前半頃と推定される。

石室俯瞰図
石室展開図
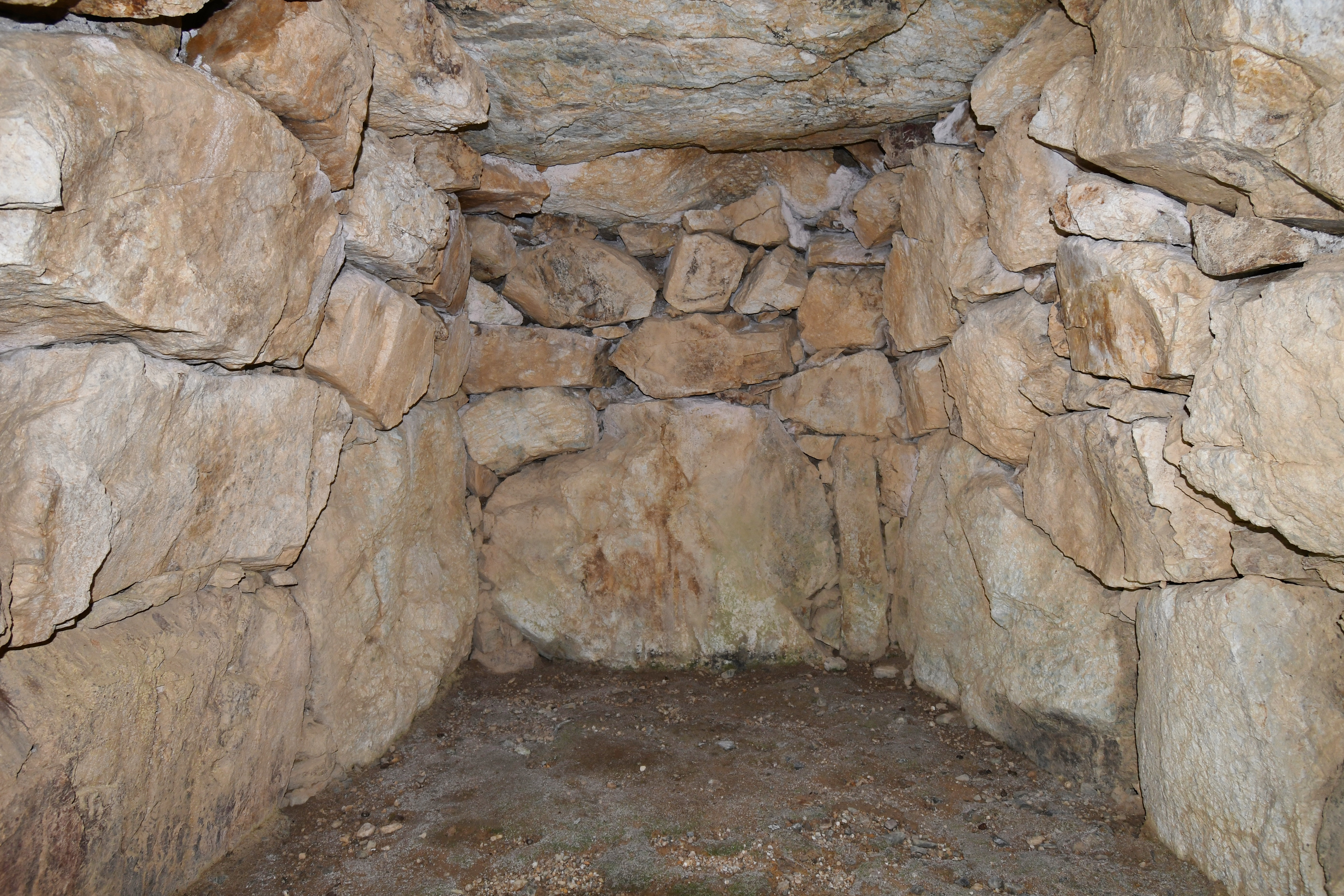
玄室（奥壁方向）
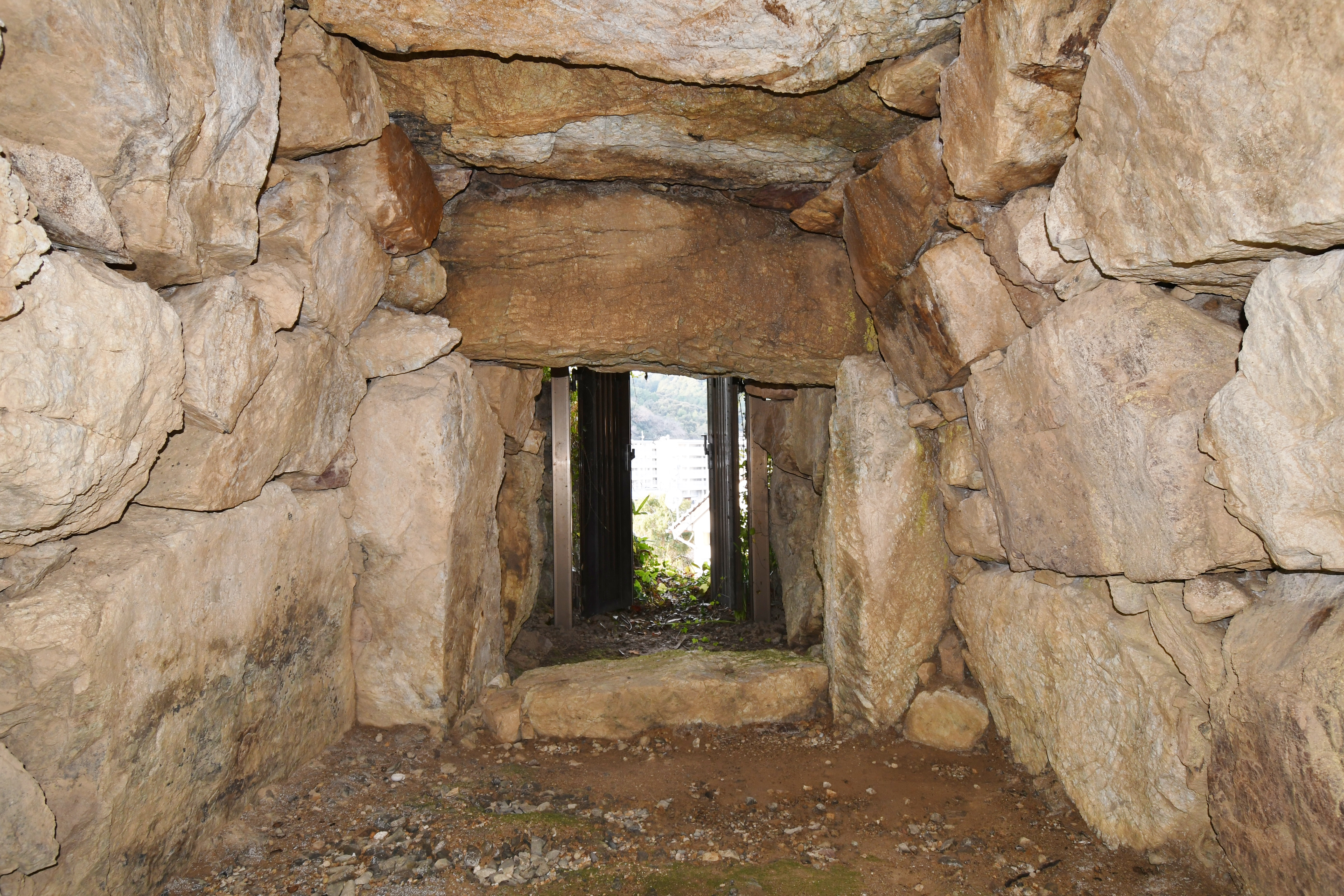
玄室（開口部方向）
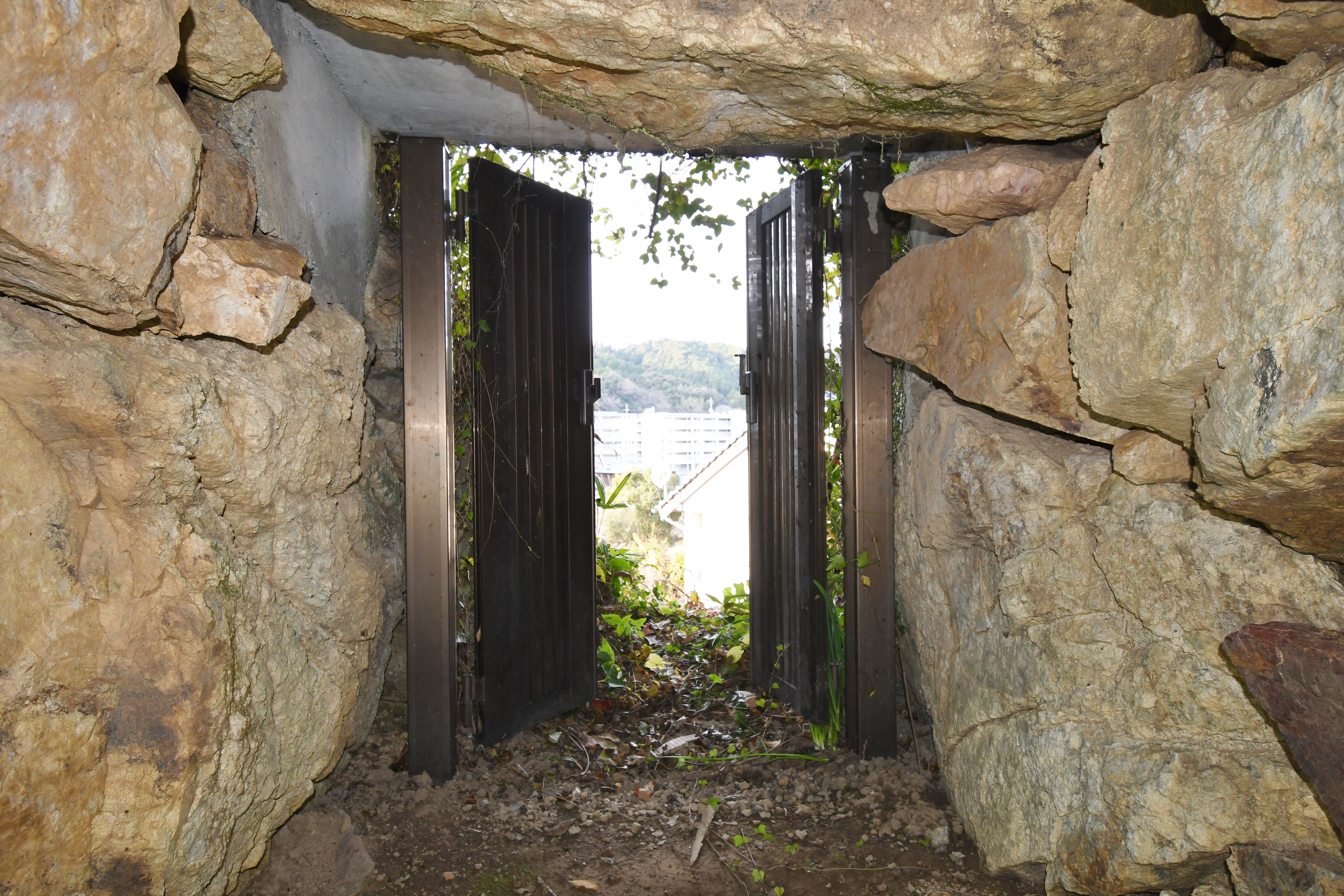
羨道（開口部方向）
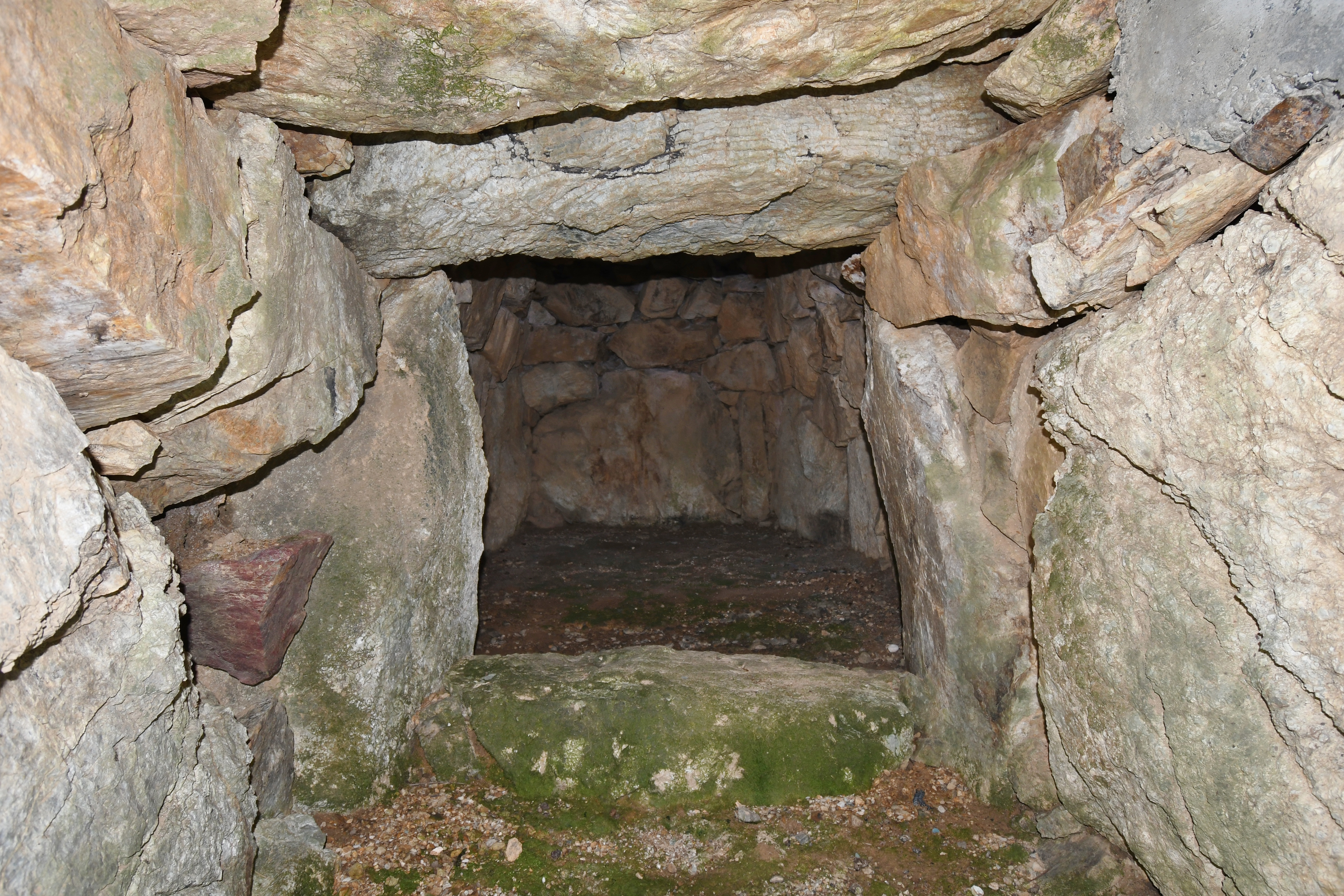
羨道（玄室方向）
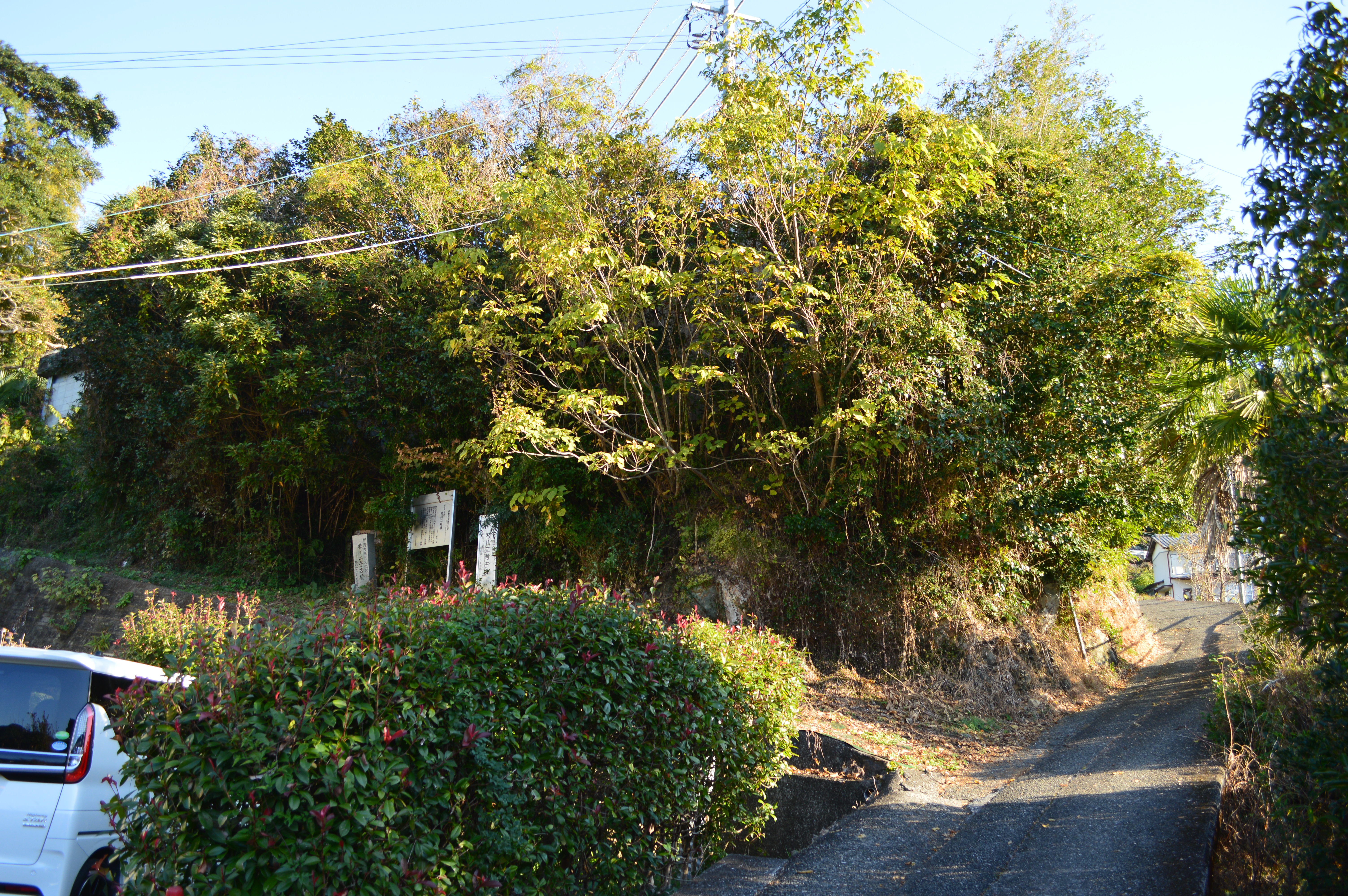
遠景

### 3号墳
3号墳は、いの町枝川板屋にある古墳。1981年（昭和56年）に発掘調査が実施されている。
墳丘は失われているため、元々の墳形は明らかでない。埋葬施設は左片袖式の横穴式石室で、南方向に開口する。石室の規模は次の通り。
- 玄室：長さ3.20メートル、幅1.60メートル（奥壁）・1.75メートル（玄門部）・1.77メートル（最大幅）。

石室の石材としては珪質砂岩が使用される。天井石は3枚。石室内は盗掘に遭っており、出土品としては鉄器1・須恵器数点のみが検出されている。
築造時期は古墳時代後期-終末期の6世紀末-7世紀前半頃と推定される。

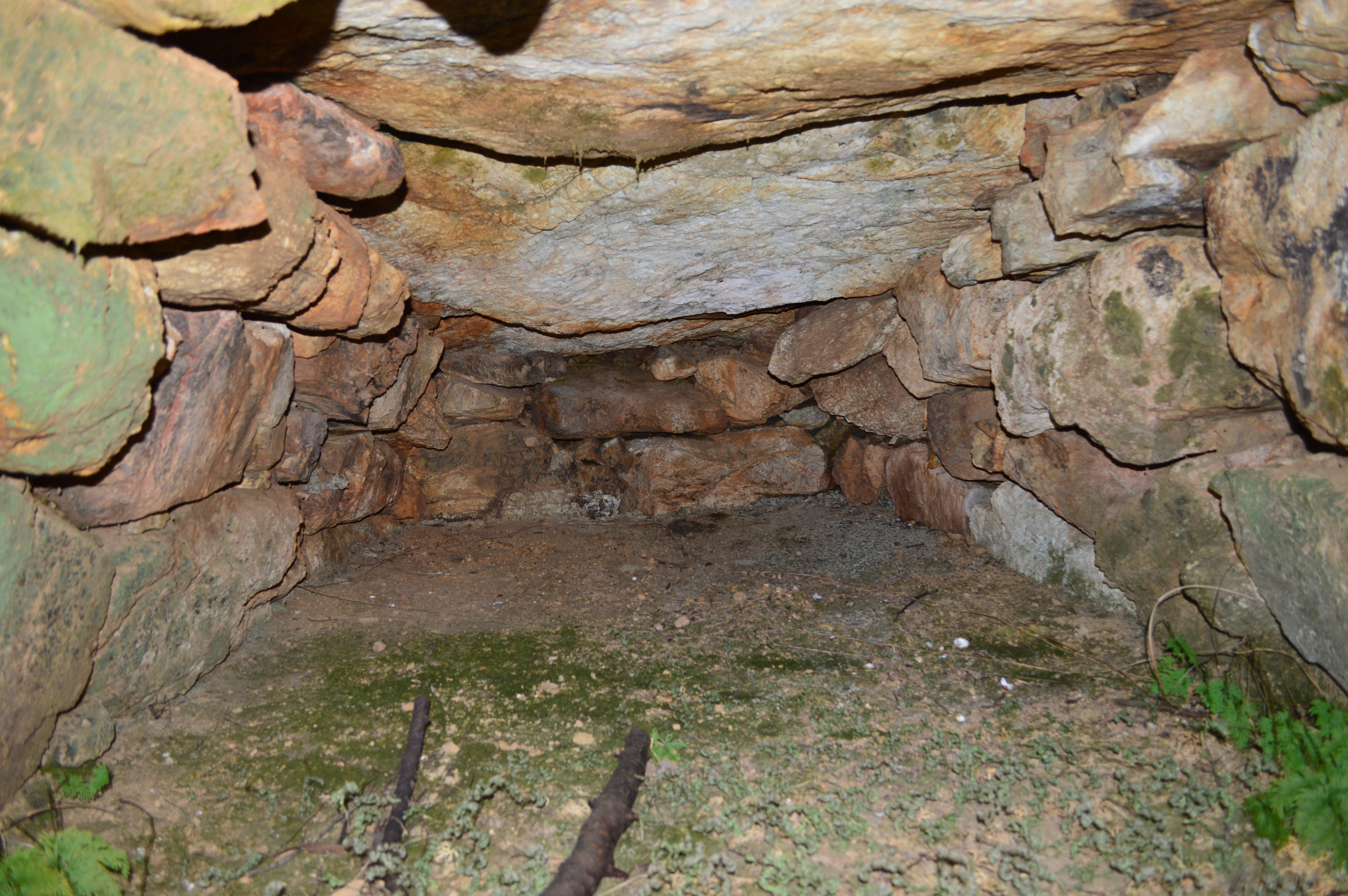
玄室（奥壁方向）
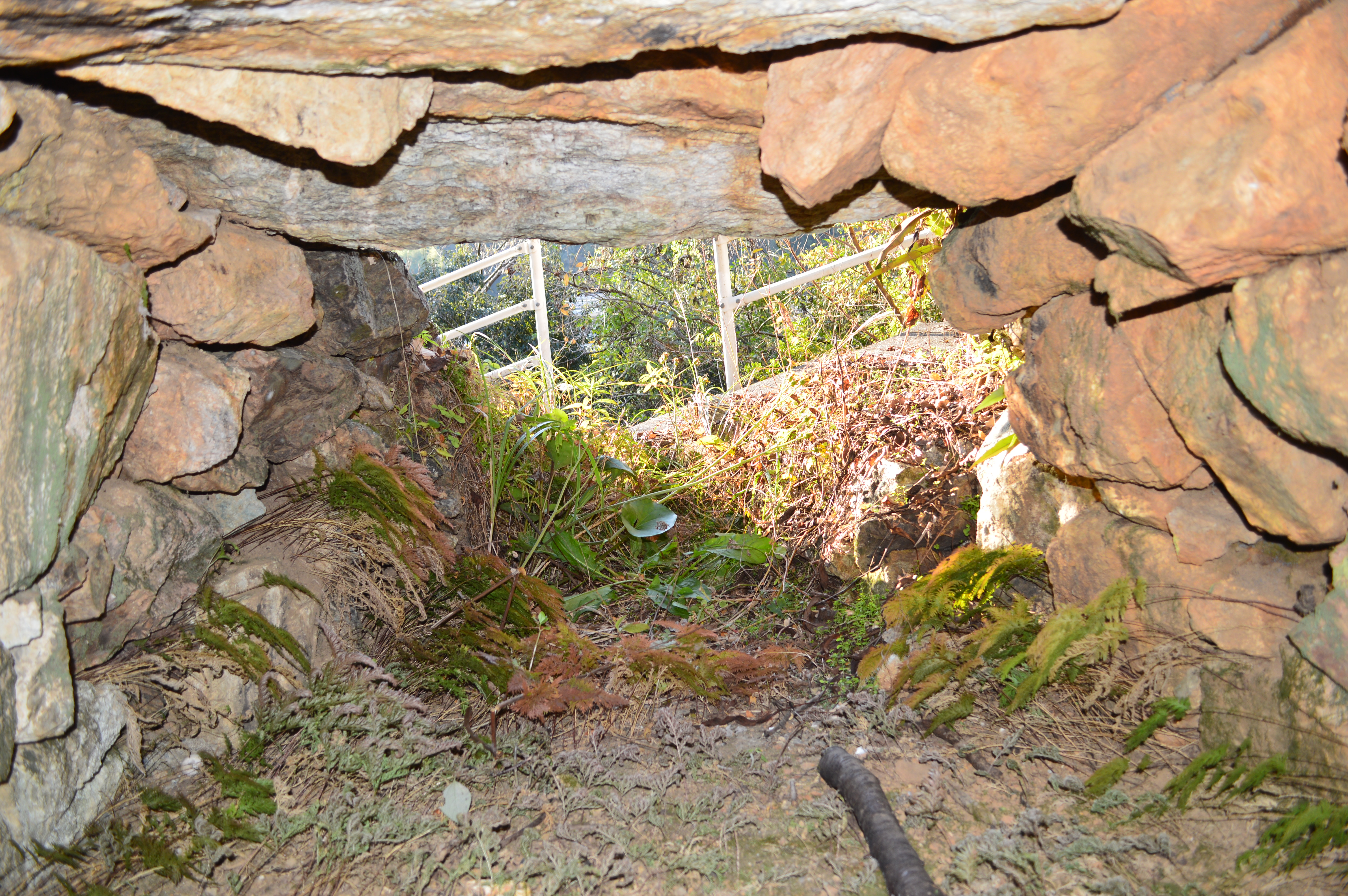
玄室（開口部方向）
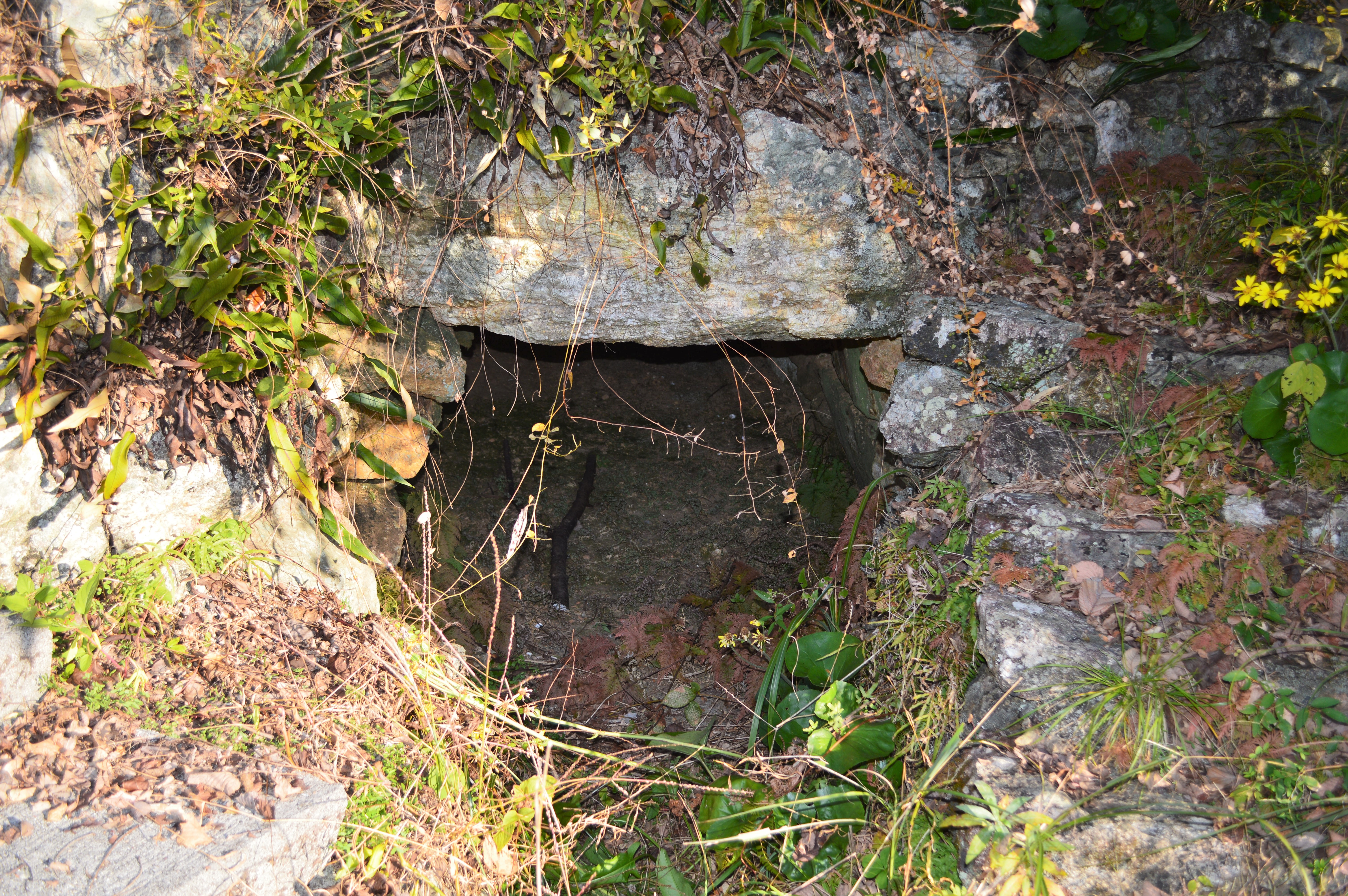
開口部

## 文化財

### いの町指定文化財
- 有形文化財
  - 伊野町枝川古墳群1号出土品（考古資料） - 明細は以下。1966年（昭和41年）11月29日指定[2]。
    - 須恵器2
    - 玉類：丸玉6、曲玉1
    - 耳飾：銀碧環1
    - 武具：鉄刀子2、茎、鞘破片
- 史跡
  - 伊野町枝川古墳群1号墳 - 1966年（昭和41年）11月29日指定[5]。
  - 伊野町枝川2号古墳付一括出土遺物 - 出土品の明細は以下。1973年（昭和48年）6月28日指定[6]。
    - 出土品：須恵器5（蓋2、杯2、高杯口縁部1）、鉄鏃1

  - 伊野町枝川3号古墳付一括出土遺物 - 出土品の明細は以下。1982年（昭和57年）2月17日指定[7]。
    - 出土品：須恵器数点、鉄器1

## 関連文献
（記事執筆に使用していない関連文献）
- 片岡鷹介「伊野町枝川一号墳出土の遺物」『土佐史談』第124号、土佐史談会、1969年。